# Anabolia consocia
Anabolia consocia är en nattsländeart som först beskrevs av Walker 1852.  Anabolia consocia ingår i släktet Anabolia och familjen husmasknattsländor. Inga underarter finns listade i Catalogue of Life.